# Офштайн
Офштайн (нем. Offstein) — община в Германии, в земле Рейнланд-Пфальц. 
Входит в состав района Альцай-Вормс. Подчиняется управлению Монсхайм.  Население составляет 1784 человека (на 31 декабря 2010 года). Занимает площадь 5,64 км².